# Synagoge (Carmagnola)

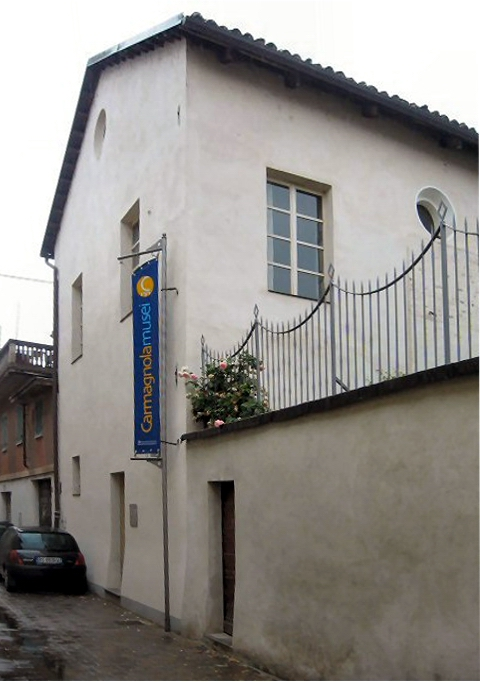
Synagoge in Carmagnola

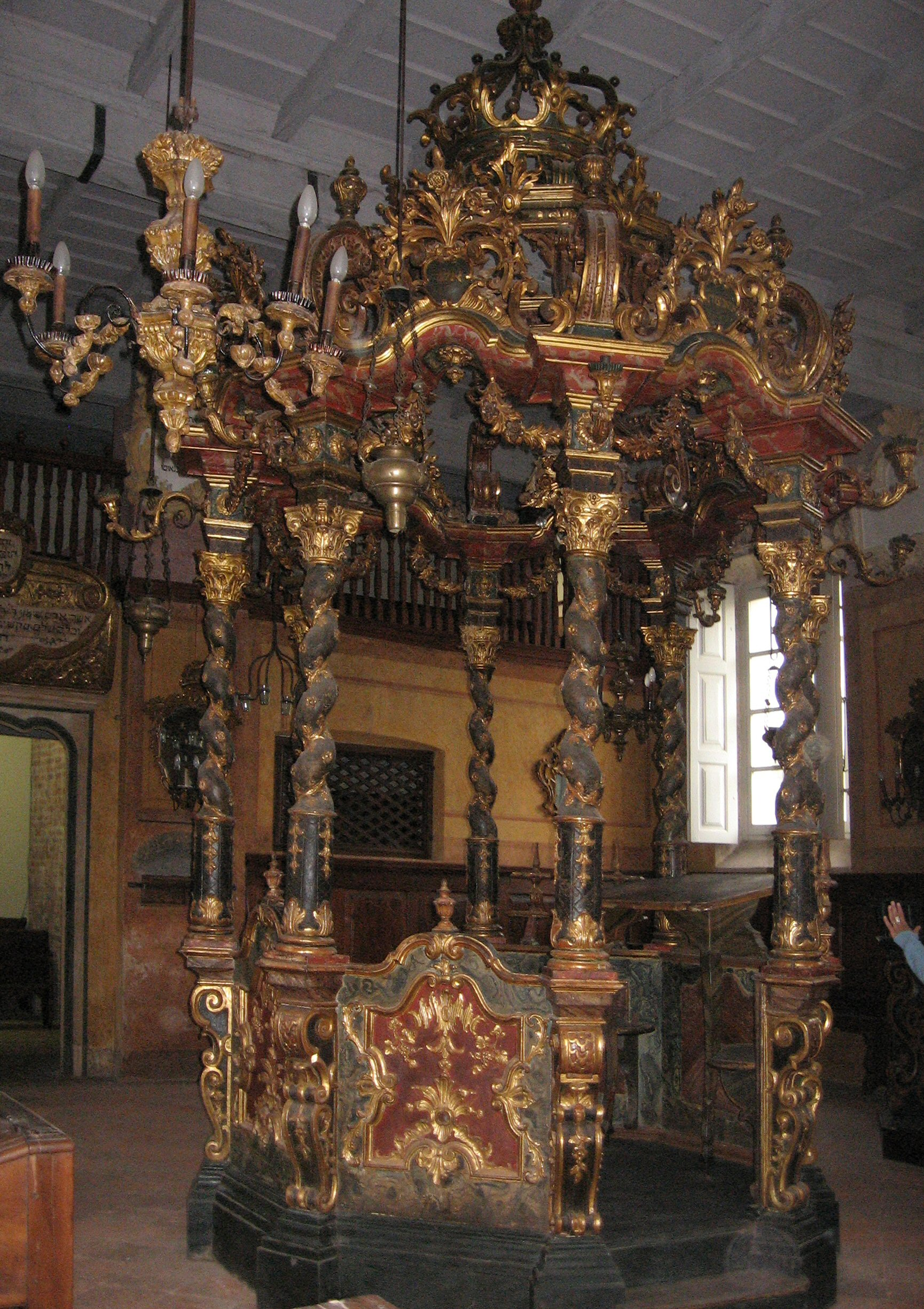
Innenansicht mit Bima

Die Synagoge in Carmagnola, einer Stadt in der norditalienischen Region Piemont, wurde 1725 errichtet. Die barocke Synagoge befindet sich in der Via Gian Maria Bertini 8.

## Beschreibung
Der 8,55 Meter breite und 10,5 Meter lange Bau ist wegen seiner originalen Ausstattung von überregionaler Bedeutung. Die Synagoge wurde bis 1939 für den Gottesdienst genutzt. Nachdem sie lange Zeit dem Verfall preisgegeben war, wurde das Gebäude in den letzten Jahren mit Unterstützung der Stadt, der Provinz und der Region umfassend renoviert. Es wurde eine kleine Ausstellung zur jüdischen Geschichte der Region eingerichtet.